# Ignatiô Uông Trung Chương
Ignatiô Uông Trung Chương (sinh 1934, tiếng Trung:汪中璋, tiếng Anh:Ignatius Wang Zhong-zhang, dùng chính thức Ignatius Chung Wang), được phiên âm sai thường gặp Uông Tung Chương là một giám mục gốc Trung Quốc của Giáo hội Công giáo Rôma tại Hoa Kỳ. Ông từng đảm nhận vị trí giám mục Phụ tá Tổng giáo phận San Francisco, Hoa Kỳ.

## Tiểu sử
Giám mục Uông sinh ngày 27 tháng 2 năm 1934 tại Trung Quốc. Sau khoảng thời gian tu học, ông được thụ phong linh mục ngày 4 tháng 7 năm 1959. Tòa Thánh chọn linh mục Chương làm Giám mục Phụ tá San Francisco, Hoa Kỳ. Ông là giám mục gốc Á đầu tiên làm giám mục tại Hoa Kỳ. Lễ tấn phong cho Tân giám mục diễn ra vào ngày 30 tháng 1 năm 2003. Giám mục Ignatiô chọn khẩu hiệu:Quid retribuam Domino. Ngày 16 tháng 5 năm 2009, giáo hoàng chấp thuận đơn xin về hưu của ông theo Giáo luật.